# Flindersia dissosperma
Flindersia dissosperma är en vinruteväxtart som först beskrevs av Ferdinand von Mueller, och fick sitt nu gällande namn av Karel Domin. Flindersia dissosperma ingår i släktet Flindersia och familjen vinruteväxter. Inga underarter finns listade i Catalogue of Life.